# Alchemilla moncophila
Alchemilla moncophila är en rosväxtart som beskrevs av A. Plocek. Alchemilla moncophila ingår i släktet daggkåpor, och familjen rosväxter. Inga underarter finns listade i Catalogue of Life.